# Mistrzostwa Europy w Strzelaniu z 10 m 2015
Mistrzostwa Europy w Strzelaniu z 10 metrów 2015 – 44. edycja mistrzostw Europy w strzelaniu z 10 metrów, których zawody zostały rozegrane w Arnhem, w dniach 2-8 marca 2015 roku.
Klasyfikację medalową wygrała Rosja przed Niemcami i Finlandią. Polska zajęła 17. pozycję w tej samej klasyfikacji. W ramach mistrzostw były rozgrywane również zawody drużyn mieszanych w strzelaniu z karabinu pneumatycznego i z pistoletu pneumatycznego (zarówno juniorów, jak i seniorów), które nie zostały uwzględnione w klasyfikacji medalowej.

## Medaliści
Seniorzy
| Konkurencja                       | Data    | Złoto                                                                     | Srebro                                                             | Brąz                                                                  |
| MĘŻCZYŹNI                         |         |                                                                           |                                                                    |                                                                       |
| karabin, 10 m                     | 7 marca | Anton Rizow                                                               | Niccolò Campriani                                                  | Ilja Czarniejka                                                       |
| karabin, 10 m (druż.)             | 7 marca | Rosja · Władimir Maslennikow · Siergiej Krugłow · Nazar Ługiniec          | Włochy · Niccolò Campriani · Enrico Pappalardo · Simon Weithaler   | Białoruś · Ilja Czarniejka · Witalij Bubnowicz · Juryj Szczerbacewicz |
| pistolet, 10 m                    | 6 marca | Philipp Grimm                                                             | Damir Mikec                                                        | Anton Gourianow                                                       |
| pistolet, 10 m (druż.)            | 6 marca | Niemcy · Manuel Heilgemeier · Philipp Grimm · Florian Schmidt             | Rosja · Władimir Isakow · Anton Gourianow · Władimir Gonczarow     | Serbia · Damir Mikec · Dimitrije Grgić · Andrija Zlatić               |
| ruchoma tarcza, 10 m              | 4 marca | Maksim Stepanow                                                           | Dmitrij Romanow                                                    | Emil Martinsson                                                       |
| ruchoma tarcza, 10 m (druż.)      | 4 marca | Rosja · Maksim Stepanow · Dmitrij Romanow · Aleksander Iwanow             | Czechy · Miroslav Januš · Bedřich Jonáš · Josef Nikl               | Węgry · József Sike · László Boros · Tamás Tasi                       |
| ruchoma tarcza, 10 m, mix         | 6 marca | Emil Martinsson                                                           | László Boros                                                       | Tomi-Pekka Heikkila                                                   |
| ruchoma tarcza, 10 m, mix (druż.) | 6 marca | Finlandia · Tomi-Pekka Heikkila · Heikki Lahdekorpi · Krister Holmberg    | Rosja · Dmitrij Romanow · Maksim Stepanow · Aleksander Iwanow      | Czechy · Miroslav Januš · Bedřich Jonáš · Josef Nikl                  |
| KOBIETY                           |         |                                                                           |                                                                    |                                                                       |
| karabin, 10 m                     | 6 marca | Selina Gschwandtner                                                       | Sabrina Sena                                                       | Nina Laura Kreutzer                                                   |
| karabin, 10 m (druż.)             | 6 marca | Niemcy · Nina Laura Kreutzer · Selina Gschwandtner · Barbara Engleder     | Czechy · Kateřina Emmons · Nikola Mazurová · Gabriela Vognarová    | Włochy · Elania Nardelli · Sabrina Sena · Petra Zublasing             |
| pistolet, 10 m                    | 7 marca | Olena Kostewycz                                                           | Antoaneta Boniewa                                                  | Renáta Tobai-Sike                                                     |
| pistolet, 10 m (druż.)            | 7 marca | Rosja · Witalina Bacaraszkina · Liubow Jaskiewicz · Jekaterina Korszunowa | Francja · Celine Goberville · Stéphanie Tirode · Cyrielle Guiliano | Polska · Klaudia Breś · Joanna Tomala · Beata Bartków-Kwiatkowska     |

Juniorzy
| Konkurencja                       | Data    | Złoto                                                              | Srebro                                                               | Brąz                                                                 |
| MĘŻCZYŹNI                         |         |                                                                    |                                                                      |                                                                      |
| karabin, 10 m                     | 5 marca | Władisław Fietisow                                                 | Istvan Peni                                                          | Borna Petanjek                                                       |
| karabin, 10 m (druż.)             | 5 marca | Rosja · Władisław Fietisow · Anton Korotkich · Jewgienij Iszczenko | Włochy · Giacomo Maurina · Giuseppe Pio Capano · Alessio Barcucci    | Niemcy · Kai Dembeck · David Könders · Maximilian Dallinger          |
| pistolet, 10 m                    | 4 marca | Artiom Czernousow                                                  | Lauris Strautmanis                                                   | Georgios Gabierakis                                                  |
| pistolet, 10 m (druż.)            | 4 marca | Łotwa · Lauris Strautmanis · Gvido Cvetkovs · Emils Vasermanis     | Rosja · Artiom Czernousow · Jewgienij Borowoj · Aleksander Bassariew | Gruzja · Władisław Majorowi · Kako Mosuliszwili · Cotne Maczawariani |
| ruchoma tarcza, 10 m              | 6 marca | Mika Kinisjarvi                                                    | Uwe Faß                                                              | Ihor Kizyma                                                          |
| ruchoma tarcza, 10 m (druż.)      | 6 marca | Ukraina · Ihor Kizyma · Dmytro Mielnyk · Wołodymyr Striuckij       | Finlandia · Mika Kinisjarvi · Topi Hulkkonen · Mika Heikkila         | Rosja · Walerij Dawidow · Jarosław Klepikow · Samir Chagi            |
| ruchoma tarcza, 10 m, mix         | 4 marca | Mika Kinisjarvi                                                    | Ihor Kizyma                                                          | Jarosław Klepikow                                                    |
| ruchoma tarcza, 10 m, mix (druż.) | 4 marca | Finlandia · Mika Kinisjarvi · Topi Hulkkonen · Mika Heikkila       | Ukraina · Ihor Kizyma · Wołodymyr Striuckij · Dmytro Mielnyk         | Rosja · Jarosław Klepikow · Walerij Dawidow · Samir Chagi            |
| KOBIETY                           |         |                                                                    |                                                                      |                                                                      |
| karabin, 10 m                     | 4 marca | Lalita Gáspár                                                      | Seonaid McIntosh                                                     | Valentina Gustin                                                     |
| karabin, 10 m (druż.)             | 4 marca | Czechy · Lucie Brázdová · Lucie Dudová · Nikola Foistová           | Rosja · Jekaterina Parsznukowa · Olga Jefimowa · Julia Diakowa       | Serbia · Sanja Vukašinović · Nina Radulović · Milica Babić           |
| pistolet, 10 m                    | 5 marca | Margarita Łomowa                                                   | Regina Rizwanowa                                                     | Anna Dědová                                                          |
| pistolet, 10 m (druż.)            | 5 marca | Rosja · Regina Rizwanowa · Margarita Łomowa · Daria Łopatina       | Węgry · Viktória Egri · Vivien Nagy · Dora Almassy                   | Ukraina · Polina Konariewa · Olena Jakuszewa · Wiktorija Sawosta     |
| ruchoma tarcza, 10 m              | 6 marca | Lilit Mykyrtczian                                                  | Veronika Major                                                       | Nina Danner                                                          |
| ruchoma tarcza, 10 m, mix         | 4 marca | Veronika Major                                                     | Florence Louis                                                       | Nadieżda Gusjewa                                                     |

## Klasyfikacja medalowa
| Poz. | Reprezentacja   | złoto | srebro | brąz | Razem |
| ---- | --------------- | ----- | ------ | ---- | ----- |
| 1.   | Rosja           | 9     | 6      | 5    | 20    |
| 2.   | Niemcy          | 4     | 1      | 3    | 8     |
| 3.   | Finlandia       | 4     | 1      | 1    | 6     |
| 4.   | Węgry           | 2     | 4      | 2    | 8     |
| 5.   | Ukraina         | 2     | 2      | 2    | 6     |
| 6.   | Czechy          | 1     | 2      | 2    | 5     |
| 7.   | Bułgaria        | 1     | 1      | 0    | 2     |
|      | Łotwa           | 1     | 1      | 0    | 2     |
| 9.   | Szwecja         | 1     | 0      | 1    | 2     |
| 10.  | Armenia         | 1     | 0      | 0    | 1     |
| 11.  | Włochy          | 0     | 4      | 1    | 5     |
| 12.  | Francja         | 0     | 2      | 0    | 2     |
| 13.  | Serbia          | 0     | 1      | 2    | 3     |
| 14.  | Wielka Brytania | 0     | 1      | 0    | 1     |
| 15.  | Białoruś        | 0     | 0      | 2    | 2     |
|      | Chorwacja       | 0     | 0      | 2    | 2     |
| 17.  | Gruzja          | 0     | 0      | 1    | 1     |
|      | Grecja          | 0     | 0      | 1    | 1     |
|      | Polska          | 0     | 0      | 1    | 1     |